# Петтерссон, Исак
Исак Петтерссон (швед. Isak Pettersson; 6 июня 1997 Хальмстад, Швеция) — шведский футболист, вратарь клуба «Эльфсборг». Выступал за сборную Швеции.

## Клубная карьера
Петтерссон — воспитанник клуба «Хальмстад» из своего родного города. В 2016 году для получения игровой практики Исак на правах аренды перешёл в «Эстер». 7 мая в матче против АИКа из Оскарсзамна он дебютировал в Первом дивизионе Швеции. По окончании аренды Петтерссон вернулся в «Хальмстад». В матче против «Эстерсунда» он дебютировал в Аллсвенскан лиге. В начале 2018 года Петтерссон подписал контракт с «Норрчёпингом». 2 апреля в матче против «Броммапойкарна» он дебютировал за новую команду.
31 января 2023 года перешел в норвежский клуб «Стабек», подписав однолетний контракт. Дебютировал в чемпионате Норвегии 4 апреля в матче против клуба «Одд».
В конце декабря 2023 года подписал трехлетний контракт с шведским клубом «Эльфсборг». 

## Международная карьера
11 января 2019 года в товарищеском матче против сборной Исландии Петтерссон дебютировал за сборную Швеции.